# Illye község
Illye község (románul: Comuna Ciumeghiu) község Bihar megyében, Romániában. Központja Illye, beosztott falvai Erdőgyarak, Mezőbaj.

## Népessége
A 2011-es népszámlálás adatai alapján a község népessége 4297 fő volt.